# دریاچه ترخیین چاغان
دریاچه ترخیین چاغان (به لاتین: Terkhiin Tsagaan Lake) یک دریاچه در مغولستان است که در استان آرخانگای واقع شده‌است.